# Liatiko
Die Rotweinsorte Liatiko (griechische Schreibweise: Λιάτικο) ist vor allem auf der Insel Kreta heimisch. Der Anbau der Sorte ist in den Regionalbezirken Iraklio und Lasithi empfohlen. Zugelassen ist sie aber auch in den beiden anderen Regionalbezirken von Chania und Rethymno sowie in der Festlandregion Makedonien. Nach der Rebsorte Mavrud galt Liatiko Anfang der 1990er als die populärste rote Rebsorte Griechenlands. Sortenrein wird sie im PDO (Protected Designations of Origin - former VQPRD or OPAP) - Wein Dafnes (oder Daphnes) und in Sitia verarbeitet. Mit den Rebsorten Mandilaria und Kotsifali geht der Wein der Liatiko-Rebe auch häufig in Verschnitten ein. Aus Liatiko werden sehr aromatische trockene Weine und natursüße Weine produziert.
Klarer ist die Abstammung von der historischen Malvasia Traube, die auf Kreta schon vor mehr als 4000 Jahren vinifiziert wurde. Die Insel zählt zu den ältesten Weinbau-Kulturen weltweit. In der Nähe des Dorfes Archanes wurde bei Ausgrabungen in Vathipetro eine der ältesten Weinpressen der Welt entdeckt und in Rom und Pompei wurden Behälter mit der Aufschrift »Vinum Creticum Excellens« gefunden, die beweisen, dass die kretischen Weine, in der ganzen damaligen Welt berühmt waren. Von der Insel Kreta kommt auch der historische Malvasia-Wein. Sein Nachfolger ist ein zumeist trocken ausgebauter Weißwein sowie ein goldener, süßer Wein, der ebenso aus dieser Traube hergestellt wird.
Wurzelechte Rebstöcke gibt es in Sitia beim Winzer Econoumou. Sensationell ist, dass vor kurzem um die 240 Jahre alte wurzelechte Rebstöcke in der Weinregion Dafnes vom Winzer Douloufakis entdeckt wurden, die er über Jahre aufgepeppelt und gepflegt hatte. Beide Winzer bauen den Liatiko trocken und natursüß aus.

## Ampelographische Sortenmerkmale
- Die Triebspitze ist offen. Sie ist leicht weißwollig behaart und ist an ihrer Spitze leicht rosafarben. Die gefleckten grünen Jungblätter (Anthocyanflecken) sind nur spinnwebig behaart.
- Die Blätter sind fünflappig und tief gebuchtet. Die Stielbucht ist lyraförmig offen (manchmal aber auch geschlossen). Das Blatt ist stumpf gezahnt. Die Zähne haben im Vergleich der Rebsorten einen mittelweiten Abstand.
- Die walzenförmige Traube ist mittelgroß und dichtbeerig. Die rundlichen Beeren sind ebenfalls mittelgroß und von blauschwarzer  Farbe. Die Beeren haben eine dünne Beerenhaut und sind sehr saftig.

Reife: Die Rebsorte reift nur wenige Tage nach dem Gutedel und gilt somit innerhalb der roten Rebsorten als sehr früh reifend. Auf Kreta kann sie meist Anfang Juli geerntet werden.

## Synonyme
Aleatiko, Liatico, Liatiko Ag Varvara, Liatiko Ag. Barbaras, Liatiko Althinis, Liatiko Kounavon, Liatiko Kroussonos, Liatiko Leivadioti, Liatiko Levadioti, Liatis, Mavrodiates, Mavroliatis, Mayrodiates, Stafili Tu Louliou.